# Сетка 2
Сетка 2 (Reticulum II, Reticulum 2) — старая карликовая галактика, принадлежащая Местной группе. Находится на расстоянии 30 кпк от Солнца в созвездии Сетки. Галактика была открыта в 2015 году в рамках обзора Dark Energy Survey. Форма галактики вытянутая, отношение осей — около 0,6. Эффективный радиус (определяемый по половинной изофоте) составляет около 30 пк, что превышает радиус шаровых скоплений. Галактика содержит несколько голубых звёзд горизонтальной ветви, также хорошо видна главная последовательность  и точка её поворота, а также ветвь красных гигантов. Обладает повышенным содержанием элементов, образующихся при r-процессе — например, золото и европий встречаются в химическом составе наиболее ярких звёзд.. 
r-процесс довольно редок, возможно, в этой галактике он имел место лишь однажды, возможно, это произошло при слиянии нейтронных звёзд.
Спутник Fermi обнаружил гамма-излучение с энергиями от 2 до 10 ГэВ.